# Zanthoxylum simulans
Espèce
Zanthoxylum simulans est une espèce de plantes à fleurs de la famille des Rutacées. C'est un arbuste originaire d'Asie. Ses fruits, tout comme ceux de Zanthoxylum bungeanum, sont utilisés comme épice sous le nom de poivre de Chine ou poivre du Sichuan, bien que ces noms s'appliquent aussi aux produits d'autres espèces du genre Zanthoxylum.

## Description

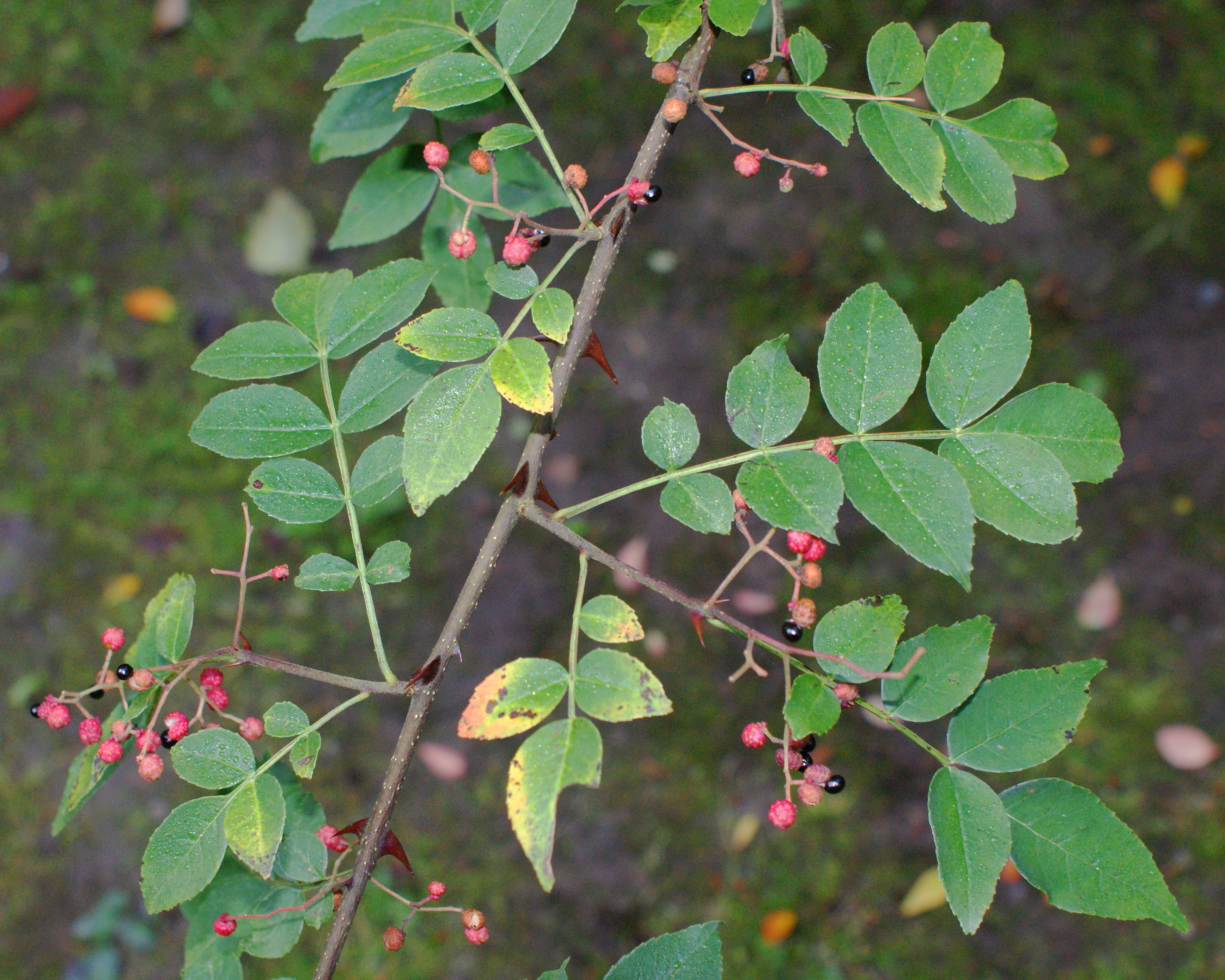
Rameau portant des fruits.

Il s'agit d'un arbuste caduc de 4 à 6 m de haut et de large. Il présente des aiguillons accrescents le long du tronc. C'est l'une des espèces les plus rustiques du genre avec Zanthoxylum piperitum, avec lequel il est souvent confondu.

## Aire de répartition
Zanthoxylum simulans est native de Chine (Chine centrale du Nord, Chine centrale du Sud, Chine du Sud-Est, Qinghai), Corée et Taïwan.

## Synonymes
Zanthoxylum simulans a pour synonymes, :
- Fagara podocarpa (Hemsl.) Engl.
- Fagara setosa (Hemsl.) Engl.
- Zanthoxylum acanthophyllum Hayata
- Zanthoxylum argyi H.Lév.
- Zanthoxylum coreanum Nakai
- Zanthoxylum podocarpum Hemsl.
- Zanthoxylum setosum Hemsl.

## Liste des variétés
Selon Tropicos (1 novembre 2020) :
- variété Zanthoxylum simulans var. imperforatum (Franch.) Reeder & S.Y. Cheo = Zanthoxylum bungeanum var. bungeanum
- variété Zanthoxylum simulans var. podocarpum (Hemsl.) C.C. Huang = Zanthoxylum simulans
- variété Zanthoxylum simulans var. zimmermannii (Rehder & E.H. Wilson) Rehder